# Pochra
Pochra ist ein Ortsteil der sächsischen Stadt Riesa im Landkreis Meißen.

## Geografie
Der Ort liegt nordwestlich etwa 5 km vom Stadtzentrum Riesa entfernt am nördlichen Rand der Talaue der Döllnitz , eines Nebenflusses der Elbe. Südwestlich  von Pochra liegt Canitz, westlich entlang der Pochraer Straße Neupochra und Schwarzroda. Nordwestlich des Ortes liegt Zausswitz, nördlich liegt Großrügeln und danach Strehla. Nordöstlich liegt Unterreußen und östlich Merzdorf. Pochra ist ein Platzdorf mit Gewann-  und Gutsblockflur beziehungsweise ein Angerdorf.

## Geschichte
Die erste Erwähnung von Pochra datiert auf das Jahr 1221, als sich in Bochere ein Herrensitz bestand, dem Vorläufer des späteren Vorwerks. Der Ortsname bedeutet sinngemäß Leute des Slawen Bochor. Der Ortsname war mehrmaligen Änderungen unterzogen, so wurde der Ort im Jahr 1221 (Conradus de) Bochere genannt, 1389 Bocher, 1445 Bochir, 1447 Bochir, Bocher, 1486 Pocher, 1516 Bocher, 1521 Pacher und Pochra im Jahr 1609.
Der Ort war ursprünglich eine slawische Siedlung und später deutsches Vorwerk  und Dorf. Die Ortslage war auch schon früher bewohnt. Am südöstlichen Ortsausgang sind im Bereich der Kiesgrube Reste einer germanischen Siedlung der Kaiserzeit und einer Niederlassung der Slawen festgestellt worden. 1445 gehörte Merzdorf zur Oschatzer Pflege, später ab 1551 zum Amt Oschatz. 1445 stellten das Rittergut Merzdorf und das Vorwerk Pochra Zwei Ritterpferde in der Oschatzer Pflege, 1516 dient das Vorwerk Pochra mit einem Ritterpferd, 1609 dienten sieben Mann zur Defension, fünf Mann mit gemeinen Spießen, einer mit Federspieß und einer mit Hellebarde. 1552 lag das Obergericht beim Amt Oschatz und das Niedergericht beim jeweiligen Lehnsherrn, teilweise auch beim Amt.
Der Ort war nach Reußen dingpflichtig. 1445 diente Barsid von Bochir in der Pflege Oschatz, 1516 gehörte dem Nickel von Nitzschwitz auf Gröba ein Teil von Pochra. 1551 gehört Pochra anteilig dem Rittergut Gröba, ein Anteil dem Rittergut Bornitz und ein Anteil ist Amtsdorf. 1552 gehörten sechs Einwohner zum Amt Oschatz, zwei Einwohner zu Gröba, am 3. Juli 1556 gab der Kurfürst den Pflugken auf Strehla vorübergehend sechs Mann zum Rittergut Merzdorf. 1591 gehörte ein Anteil zum Rittergut Bornitz, 1609 Caspar von Nitzschwitz auf Pochra, 1622 gehörten zwei Mann zu Haubold von Starschedel auf Merzdorf. 1696 gehörte ein Anteil Rittergut Bornitz, der Rest zum Rittergut Merzdorf und 1764 gehörte ein Anteil zum Rittergut Bornitz und der Rest zum Rittergut Merzdorf. 1791 bestand Pochra aus vier Teilen, Amt Oschatz, Rittergut Merzdorf, Rittergut Bornitz und dem Rat Strehla.
Am 4. April 1742 wurde das Vorwerg Pochra zusammen mit dem Rittergut Merzdorf schriftsässig. 1875 wurde Pochra erneut Rittergut. Der letzte Großgrundbesitzer war Herr Poppendieker, der 1945 kurz vor Kriegsende Pochra verließ. In den Jahren 1764, 1816 und 1843 wurde Pochra weiterhin vom Amt Oschatz verwaltet, bis die Verwaltung 1856 an das Gerichtsamt Riesa und 1875 an die Amtshauptmannschaft Großenhain überging. Durch die Sächsische Landgemeindeordnung von 1838 erhielt das Dorf Eigenständigkeit als Landgemeinde. 1840 lebten in Pochra 141 Einwohner, die ihr Einkommen hauptsächlich im Landbau fanden. Es lebten dort zudem ein Leineweber, ein Schneider, ein Schuhmacher, zwei Zimmerleute und einige Tagelöhner.
Nach 1900 wurde entlang der Pochraer Straße der Ortsteil Neupochra erbaut. Am Ende der Straße befindet sich das Haus Nummer 23 mit der Inschrift „Naumann“. Sie geht zurück auf einen Baumeister, der die Häuser in Neupochra gebaut hat. Zeitweise war nach dem Krieg in diesem Haus die sowjetische Militärkommandantur einquartiert.
Pochra hatte in früherer Zeit eine Wandelschule, 1709 wurde dort als Lehrer Johann Gottfried Delitzsch benannt und als letzter Lehrer der Wandelschule von 1806 bis zum Ende des Jahres 1836 Johann Gottlob Hermann aus Gorden bei Elsterwerda. Seit Anfang des Jahres 1837 wurden die Pochaer Kinder ins nahegelegene Dorf Canitz eingeschult. Gegenüber dem einstigen imposanten Gasthof mit Kolonialwarenladen wurde 1890 bis 1891  eine neue Schule erbaut und 1891 für die Pocharer Kinder eingeweiht. Noch am Anfang 1960 wurde in einem Klassenraum zweistufig unterrichtet. Heute steht dort, gegenüber dem Gasthof, ein modernes Eigenheim.
Ab 1539 war Pochra nach Gröba gepfarrt, ebenso 1551. Ab 1930 gehörte der Ort zur Kirchgemeinde Riesa-West. 1925 waren 278 Einwohner von Pochra evangelisch-lutherisch, ein Einwohner war reformiert, fünf Einwohner waren katholisch und 41 Einwohner gehörten anderen Konfessionen an.
Sachsen kam nach dem Zweiten Weltkrieg in die Sowjetische Besatzungszone und später zur DDR. Nach der Bodenreform wurde das Rittergut schnell an Neubauern verteilt und es wurden mehrere Häuser gebaut. Nach der Gebietsreform 1952 wurde Pochra dem Kreis Riesa im Bezirk Dresden zugeordnet. Ab dem 1. Juni 1962 wurde Pochra Ortsteil der Gemeinde Canitz und ab 1973 zusammen mit der Gemeinde Canitz nach Riesa eingemeindet. Schon ab dem 25.  Juli 1952 gründeten neun Bauern die LPG „Clara Zetkin“ Pochra, die fortan das ehemalige Herrenhaus nutzte. Die landwirtschaftliche Fläche vergrößerte sich durch den Zusammenschluss mit der LPG „Rosengarten“ Canitz 1966, LPG Altweida 1967 und LPG Mühlenweg Gröba 1968 auf über 900 Hektar. 1974 vereinigten sich die Pochraer Bauern mit der LPG Ernst Thälmann in Oppitzsch, sodass deren 309 Mitglieder 1837 Hektar zu bearbeiten hatten. Die Nähe von Döllnitz und Elbe ermöglichte es, Grünland bei Bedarf zu bewässern. Neben Getreide und Hackfrüchten wurden auf 30 Hektar Tabak angebaut, ferner Erdbeeren.
Nach der Deutschen Wiedervereinigung kam Pochra zum wiedergegründeten Freistaat Sachsen. Die folgenden Gebietsreformen in Sachsen ordneten den Stadtteil 1994 dem Landkreis Riesa-Großenhain und 2008 dem Landkreis Meißen zu.

### Bevölkerungsentwicklung
| Jahr | Einwohner                                                          | Jahr | Einwohner |
| ---- | ------------------------------------------------------------------ | ---- | --------- |
| 1551 | 11 Besessene Mann, 18 Inwohner                                     | 1925 | 325       |
| 1764 | 12 besessene(r) Mann, 5 Häusler, 7 5/8 Hufen je 42 bis 48 Scheffel | 1933 | 364       |
| 1834 | 137                                                                | 1939 | 365       |
| 1871 | 275                                                                | 1946 | 435       |
| 1890 | 296                                                                | 1962 | → Canitz  |
| 1910 | 350                                                                | 1974 | → Riesa   |